# Bucov
Bucov es una comuna ubicada en el distrito de Prahova, Rumania.

## Superficie
Posee una superficie de 49,03 kilómetros cuadrados.

## Demografía
Hasta 2021 la población era de 10 787 habitantes, con una densidad de población de 220,0 habitantes por kilómetro cuadrado.